# Jeanine Joosten
Pour les articles homonymes, voir Joosten.
Jeanine Joosten, née en 1991, est une trampoliniste namibienne.

## Carrière
Jeanine Joosten concourt dans les catégories senior et junior aux Championnats d'Afrique 2006 au Cap. Chez les seniors, elle remporte la médaille d'or en trampoline synchronisé avec Alicia Boucher. Dans la catégorie junior, elle est médaillée d'or en trampoline par équipes et médaillée de bronze en trampoline individuel.